# Jüchen (Lohmar)
Jüchen ist ein Weiler in Lohmar im Rhein-Sieg-Kreis in  Nordrhein-Westfalen.

## Geographie
Jüchen liegt im Norden Lohmars. Umliegende Ortschaften und Weiler sind Mackenbach im Norden, Dorpmühle im Nordosten, Hausdorp und Höfferhof im Osten, Hausen im Süden sowie Stolzenbach im Westen.

## Gewässer
Südlich von Jüchen entspringt der Stolzenbach, ein orographisch linker Nebenfluss der Agger.

## Landschaft
Jüchen liegt auf der orographisch linken Bergseite zum Aggertal. Außer in Richtung Nordosten, wo landwirtschaftlich genutzte Wiesenflächen sind, ist Jüchen vollständig von Wald umgeben. Der Weg von Stolzenbach nach Jüchen geht steil aufwärts, in Richtung Norden ist das tief eingeschnittene Tal des Atzenbachs zu sehen.

## Verkehr
Jüchen liegt zwischen der Bundesstraße B 484 und der Kreisstraße K 34. Auf der K 34 verkehrt nur selten Linienverkehr mit der Linie 547 (Lohmar – Donrath – Holl – Neuhonrath – Wahlscheid – Lohmar), auf der B 484 können die Linienbusse 545 (Lohmar – Wahlscheid – Neuhonrath) und 557 (Siegburg – Lohmar – Donrath – Wahlscheid – Overath) genutzt werden. Das Anruf-Sammeltaxi sorgt für eine Anbindung an den ÖPNV. Der nächstgelegene Bahnhof liegt in Lohmar-Honrath bei Jexmühle. Jüchen gehört zum Tarifgebiet des Verkehrsverbunds Rhein-Sieg (VRS).